# Sandviken (Södertälje kommun)
 For alternative betydninger, se Sandviken. (Se også artikler, som begynder med Sandviken)
Sandviken er et byområde i Södertälje kommun i Sverige, beliggende på Enhörnalandet nord for Södertälje.

## Historie
Byerne Sandviken, Vattubrinken og Ekeby samt byerne Tuna og Stjärna och Aska kaldes tilsammen for Enhörna. Området hører til Enhörna församling, og Enhörna kommundel er en del af Södertälje kommun. I 1890'erne begyndte Sandviken at ekspandere som sommerhusområde. Enhörna kommundel blev dannet i 1967, da Enhörna kommun blev slået sammen med Södertälje. Kommunen Enhörna blev dannet gennem en sammenlægning af kommunerne Ytter- og Överenhörna i 1952.
SCB betragtede Sandviken som en småort ved den første afgrænsning i 1990 og tilsvarende i 1995. I 1995 havde byen 204 indbyggere og burde derfor have været en tätort, men var det ikke på grund af en for høj andel af fritidshuse. Den faste befolkning voksede, og siden 2000 regner SCB Sandviken som en tätort.

## Kollektiv trafik
Der er alle dage regelmæssig busforbindelse med linje 787; om sommeren også ned til Sandvikens brygga. I sommerhalvåret sejler der både til Stockholm og Mariefred.
De nærmeste jernbanestationer er Södertälje Syd for fjerntog, Nykvarn for regionaltog og Södertäjle centrum for pendlertog.